# Замок Мітчелстаун
Замок Мітчелстаун (англ. Mitchelstown Castle, ірл. Caisleán Baile Mhistéala) — замок Балє Вістеля, замок Міста Таємниць — один із замків Ірландії, розташований в графстві Корк, на півночі цього графства, біля однойменного селища Мітчелстаун. Довгий час був резиденцією графів Кінгстон. Архітектори — Джеймс Пейн та Джордж Пейн. Замок не зберігся — був зруйнований в 1920 роках.

## Історія замку Мітчелстаун

### XV—XVIII століття
На місці замку Мітчелстаун, що був побудований в ХІХ столітті у часи середньовіччя стояв більш давній замок. Ці землі та цей замок були володіннями так званих Білих Лицарів та Темних Графів. Найдавніший замок Мітчелстаун був побудований в XV столітті Білими Лицарями. Від цього аристократичного роду внаслідок шлюбу замок перейшов до баронів, а потім і графів Кінгстон. Джеймс — IV барон Кінгстон перебудував і відремонтував замок в 1730 році. Після його смерті в 1761 році замок перейшов до його онучки Керолайн Фітцджеральд. Вона вийшла заміж за свого двоюрідного брата Роберта Кінга — віконта Кінгсборо, що в 1797 році отримав титул ІІ графа Кінгстон. У 1770 році вони знесли частину старого замку Мітчелстаун та перебудували решту в палладійський палац, який назвали «будинок з крилами».

### ХІХ століття
У 1823 році замок успадкував Джордж — третій син графа Кінгстон. Він зніс палладійський палац і збудував на його місці новий замок, проект якого створили архітектори Джеймс Пейн та Джордж Річард Пейн. Замок мав 60 основних спалень і 20 додаткових, мав галерею довжиною 100 футів, три бібліотеки, ранкову кімнату, їдальню, що могла розмістити більше 100 гостей та інші приміщення.
Замок Мітчестаун був найбільшим неоготичним замком в Ірландії, будівництво обійшлося в 10 000 фунтів стерлінгів — величезну на той час суму. Замок став «модною спорудою» для свого часу. Він став зразком для будівництва інших замків Ірландії, таких як замок Странкеллі (графство Вотерфорд) та замок Дромоленд лорда Інчіквін.
Навколо замку був маєток площею 100 000 акрів. Маєток зазнав значних фінансових труднощів під час голодомору 1845—1851 років в Ірландії. Власники були на межі фінансової катастрофи, тому продали 70 000 акрів землі. До цього їх змусив суд Земельних Маєтків. У результаті цього виникли конфлікти в родині, суперечки, що переросли просто в якусь земельну війну в 1880 роках.

### ХХ століття
У червні 1922 року під час війни за незалежність Ірландії та громадянської війни в Ірландії замок був захоплений Ірландською республіканською армією (ІРА). Власник замку Вільям Даунс Веббер — другий чоловік Анни Даугагер — графині Кінгстон та його родичі були виселені з замку. ІРА готувала замок до оборони. Під час воєнних дій інтер'єр замку постраждав — зникли картини художників Томаса Генсборо та Вільяма Біхея, срібло, меблі та ін.
12 серпня 1922 року в замку спалахнула пожежа — замок згорів вщент. У цей же день горіли військові казарми в Фермої, Маллу, Мітчелстауні, Кілворті.
Згодом Вільям Даунс Веббер вимагав від Ірландської вільної держави компенсацію на суму 149 000 фунтів стерлінгів за замок та 18 000 фунтів стерлінгів за майно замку. Він мав намір відновити замок, якщо буде забезпечена достатня компенсація. Після його смерті в 1924 році полковник У. А. Кінг-Гарман подавав чисельні Позови в суди Ірландії. Суддя Кенні в ірландському вищому суді в 1926 році заявив, що знищення замку Мітчелстаун було актом необґрунтованого знищення, що не мало ніякого воєнного значення. Він присудив 27 500 фунтів стерлінгів компенсації за замок і 18 000 фунтів стерлінгів за майно. Ці гроші були використані для побудови заміського особняку біля Дубліна, бо Кінг-Гарман вирішив, що ця сума занадто мала для реконструкції замку.
Камені замку Мітчелстаун згодом були продані цистерцианським ченцям абатства Маунт Меллер, графство Вотерфорд, які використовували їх для будівництва нового абатства.
У 1940-х роках Кооперативне сільськогосподарське товариство Мітчелстаун побудувало завод з переробки молока на місці замку, яке воно придбало разом з деякими з землями, які його оточували. Земля тепер належить компанії Дейроголд. Герб замку Мітчелстаун тепер буде розміщений у новій публічній бібліотеці Мітчелстауна, де також буде спеціальний музей, присвячений місцевій історії, і замку Мітчелстаун та його власникам.

## Відомі люди, що відвідували замок
Відома феміністка Мері Волтонкрафт служила гувернанткою в замку. Маргарет Кінг, що пізніше стала графинею Маун Кашел жила в замку. Саме їй Персі Біше Шеллі присвятив поему «Чутливі рослини». Віконт Кінгсборо став відомим знавцем старожитностей Мексики. Замок відвідували Джордж Бернард Шоу, Артур Янг, Елізабет Боуен, принц Герман фон Пюклер-Мускав.